# POSITIVE
「POSITIVE」（ポジティブ）は、森川美穂の15枚目のシングル。1991年11月27日に東芝EMI/EASTWORLDより発売された。

## 解説
- テレビアニメ『らんま1/2熱闘編』（フジテレビ系列）エンディングテーマ[1]。森川の楽曲が民放テレビ局アニメ主題歌に使用されたのは本作が唯一（2017年現在）。
- 「POSITIVE」は、10枚目のアルバム『VOICES』収録の他、『らんま1/2 TVテーマソングス コンプリート』（1999年3月17日リリース）等にも収録。
- 2017年7月29日NHK-FM放送『アニソン・アカデミー』で本曲と「ブルーウォーター」を歌唱[2]。パーソナリティの中川翔子は「自身がどん底に落ち込んでいた時に本曲を聴いて救われた」と、涙ながらにコメント[3]。
- 作詞家の佐藤純子は、制作当時失恋のどん底にありオファーを受け当初断っていたもののリアルな気持ちで作詞したと同年のインタビューで述懐[3]。

## 収録曲
1. POSITIVE [4:10]
作詞：佐藤純子　作曲：西司　編曲：中村哲
  - テレビアニメ『らんま1/2熱闘編』エンディングテーマ
2. 友達のまま [5:29]
作詞：森川美穂　作曲：小森田実　編曲：Dr.55

## 収録アルバム
| 曲名       | 収録アルバム                                       | 発売日         | 規格品番   | 備考                                          |
| ---------- | -------------------------------------------------- | -------------- | ---------- | --------------------------------------------- |
| POSITIVE   | 『らんま1/2 閉幕的(エンディング)主題歌集』         | 1992年10月21日 | PCCG-00191 |                                               |
| POSITIVE   | 『VOICES』                                         | 1992年12月9日  | TOCT-6876  |                                               |
| POSITIVE   | 『らんま1/2 TVテーマソングスコンプリート』         | 1999年3月17日  | PCCG-00491 |                                               |
| POSITIVE   | 『アニソンNo.1 〜Vol.2〜』                         | 2009年5月27日  | KDSD-00284 | 「POSITIVE（21st century ver.）」として収録。 |
| POSITIVE   | 『glad』                                           | 2010年10月20日 | BZCS-1078  | 「POSITIVE（21st century ver.）」として収録。 |
| POSITIVE   | 『決定盤 らんま1/2 アニメ主題歌&キャラソン大全集』 | 2015年8月19日  | PCCK-20118 |                                               |
| POSITIVE   | 『森川美穂ベストコレクション Be Free』             | 2017年11月15日 | TKCA-74590 |                                               |
| 友達のまま | 『VOICES』                                         | 1992年12月9日  | TOCT-6876  |                                               |
| 友達のまま | 『ゴールデン☆ベスト 森川美穂』                     | 2004年11月17日 | TOCT-10976 |                                               |